# Альбрехт I Мюнстербергский
Альбрехт I Мюнстербергский (Альбрехт из Подебрад) (чеш. Albrecht z Minstrberka, Albrecht z Poděbrad, нем. Albrecht I von Münsterberg, Albrecht von Podiebrad; 3 августа 1468, Замок Кунетицка-Гора — 12 июня 1511, Простеёв) — граф Кладский (1498—1501), князь Зембицкий (герцог Мюнстербергский), Олесницкий и Волувский (1498—1511).

## Биография
Представитель чешского аристократического рода панов из Подебрад. Родился 3 августа 1468 года в замке Кунетицка-Гора. Старший сын Йиндржиха I из Подебрад (1448—1498) и Урсулы Бранденбургской (1450—1508), дочери курфюрста Бранденбургского Альбрехта III Ахиллеса.
В июне 1498 года после смерти Йиндржиха I из Подебрад его сыновья Альбрехт, Георг и Карл получили в совместное владение Зембицкое и Олесницкое княжества, а также Кладское графство. При этом каждый из трех сыновей правил в своем уделе: Альбрехт в Кладско, Карл сначала в Зембице (а затем после постройки нового замка — в Зомбковице-Слёнске), а Георг — в Олеснице.
В 1498 году братья пригласили в Лёндек-Здруй Конрада фон Берга из Вена, который провел ряд научных исследований местной воды и признал её лечебной. В результате этого братья основали в этой местности первую здравницу. В то же время Альбрехт вместе с братьями Георгом и Карлом поддерживал своего тестя Яна Жаганьского в строительстве монастыря в Любенже. В 1499 году Альбрехт даровал Олеснице, затем Берутуву привилей на пивоварение и продажу пива в деревнях.
5 мая 1501 года из-за финансовых трудностей, после консультации с младшими братьями Георгом и Карлом, Альбрехт продал за 60 тысяч талеров Кладское графство своему будущему свояку, Ульриху фон Гардеггу (ум. 1535), сохранив пожизненный титул графа Кладского для себя и своих потомков по мужской линии. В том же 1501 году Альбрехт и его младшие братья передали в пожизненное владение город Волув со всеми окрестностями своему тестю Яну II Жаганьскому, который в 1488 году потерял Глогувское княжество.
В феврале 1502 года после смерти бездетного Георга Мюнстербергского его владения унаследовали его братья Альбрехт и Карл.
12 июня 1511 года 42-летний Альбрехт скончался в Простеёве. Его преемником стал его младший брат Карл I Мюнстербергский (1476—1536).

## Брак
11 января 1487 года в Глогуве Альбрехт женился на Саломее (1475—1514), второй дочери Яна Безумного, князя Жаганьского и Глогувского (1435—1504) и Катарины Опавской (1443—1505). У супругов родилась единственная дочь:
- Урсула (26 декабря 1497—1545), жена Йиндржиха Швиговского из Ризмберка (ум. 1551)[5].